# Захарьев, Николай Александрович
Николай Александрович Захарьев (1868—1941) — адвокат, член III Государственной думы от Области войска Донского.

## Биография
Потомственный почетный гражданин. Родился в 1868 году в Новочеркасске.
Среднее образование получил в Новочеркасской гимназии, а высшее — в Московском университете, юридический факультет которого окончил в 1892 году. В 1895 году вступил в сословие присяжных поверенных округа Харьковской судебной палаты, а в 1898—1907 годах избирался участковым мировым судьей. Состоял выборщиком в Государственную думу 1-го и 2-го созывов.
В 1907 году был избран членом III Государственной думы от общего состава выборщиков донского областного избирательного собрания. Входил во фракцию кадетов. Состоял секретарем 10-го отдела ГД, а также членом комиссий: редакционной, распорядительной, по направлению законодательных предположений, по судебным реформам, по городским делам и о неприкосновенности личности.
В августе 1917 года участвовал в Государственном совещании в Москве.
Умер в декабре 1941 года в Ленинграде во время блокады; был похоронен на Волковском кладбище.
Был женат. Имел три дочери.